# Алгоритм Боуэра — Ватсона
Алгоритм Боуэра — Ватсона — инкрементный алгоритм триангуляции Делоне для конечного набора точек в любом измерений. Алгоритм также может быть использован для получения диаграммы Вороного.

## Описание
Алгоритм Боуэра-Ватсона работает путем добавления точек к действительной триангуляции Делоне по одной. После каждой вставки все треугольники, описанные окружности которых содержат точку, удаляются, оставляя многоугольную пустоту, которая повторно триангулируется с использованием следующей точки. Используя связность триангуляции для эффективного определения местоположения треугольников для удаления, алгоритм может выполнить {\displaystyle {\mathcal {O}}(N\log {N})} операций для триангуляции N точек, хотя существуют особые вырожденные случаи, когда это достигает {\displaystyle {\mathcal {O}}(N^{2})}.

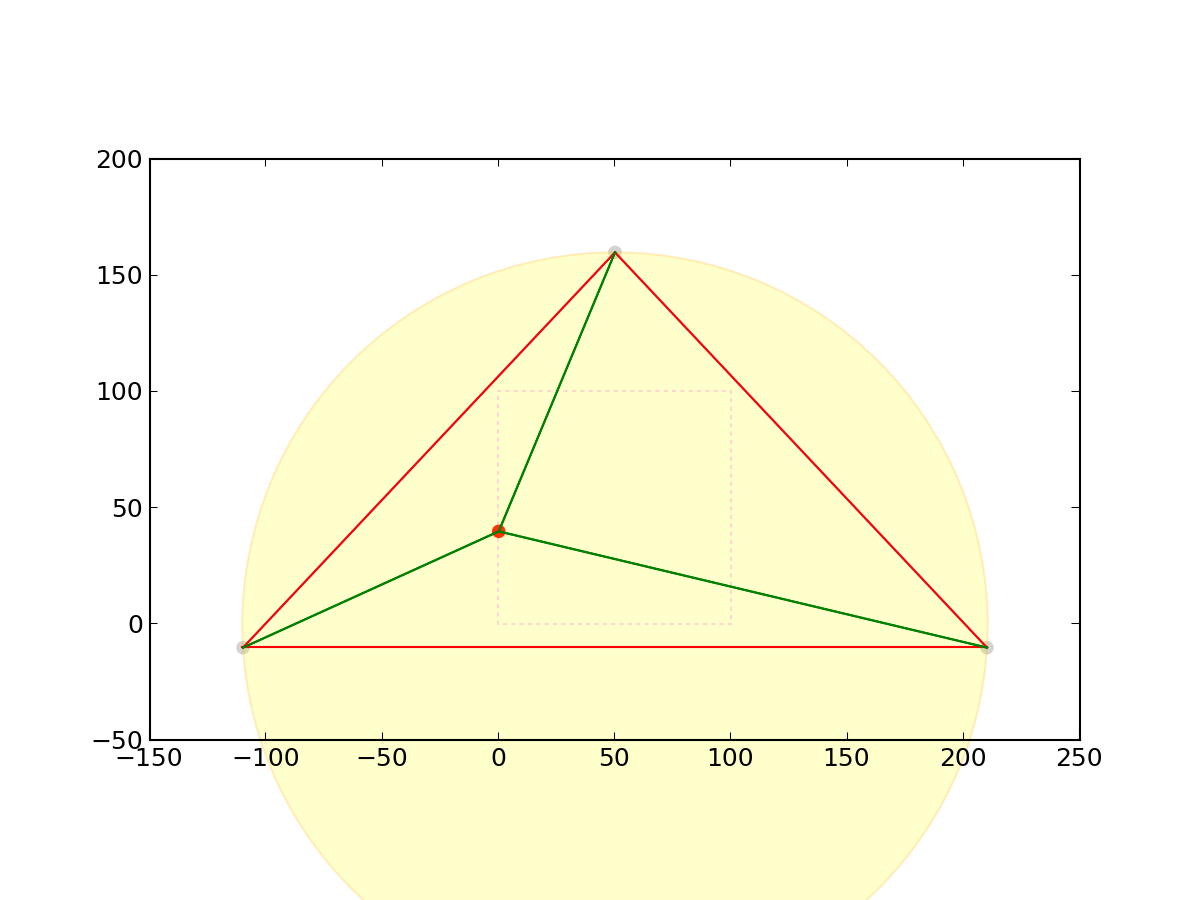
Вставьте точку в структуру «супер»-треугольник
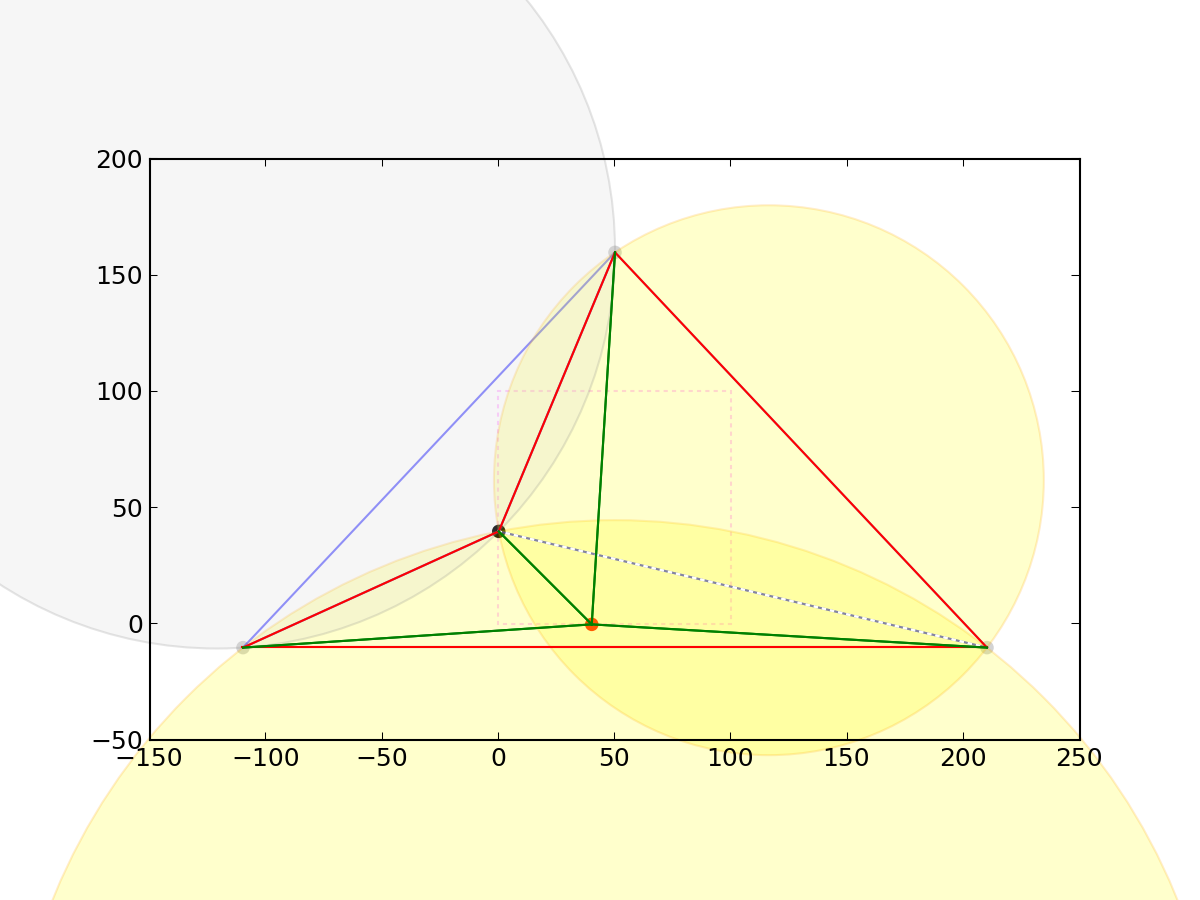
Вставить вторую точку
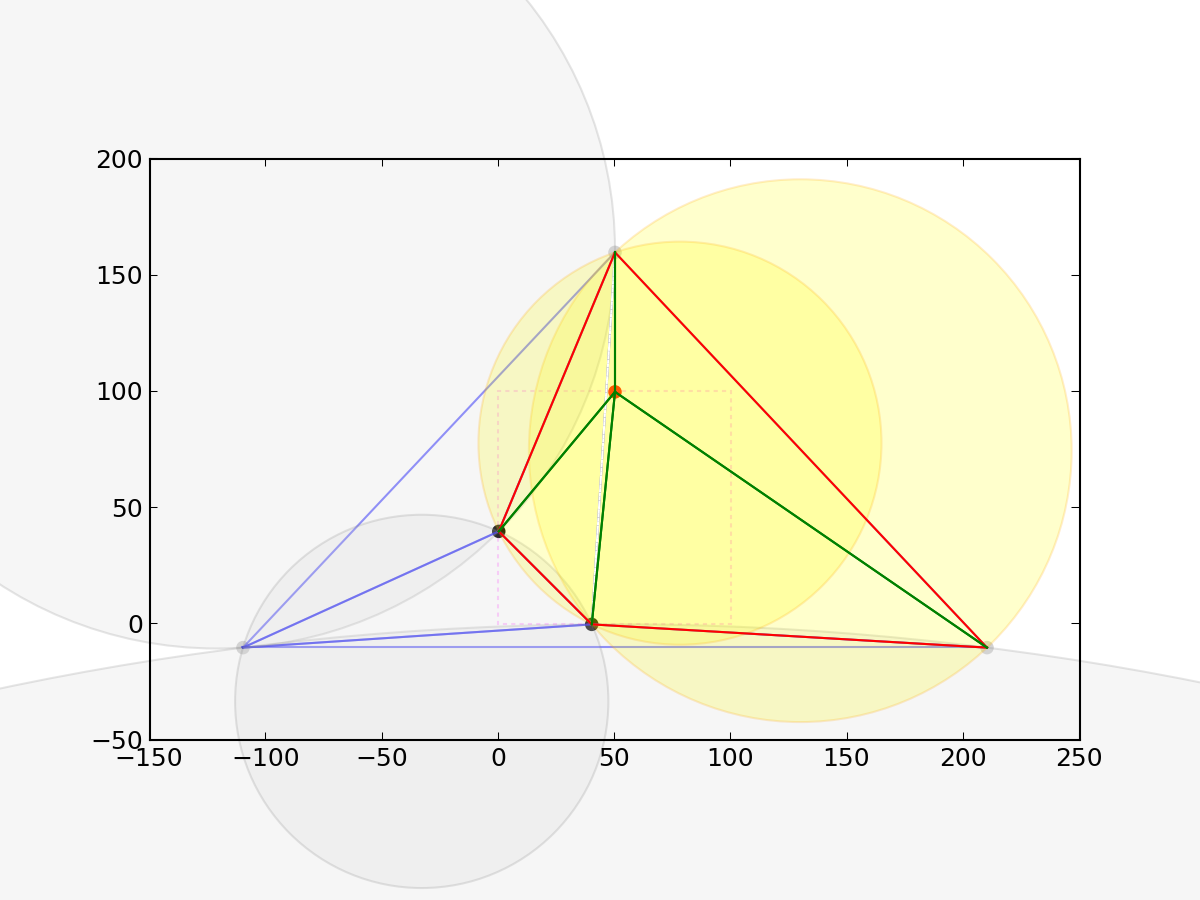
Вставьте третью точку
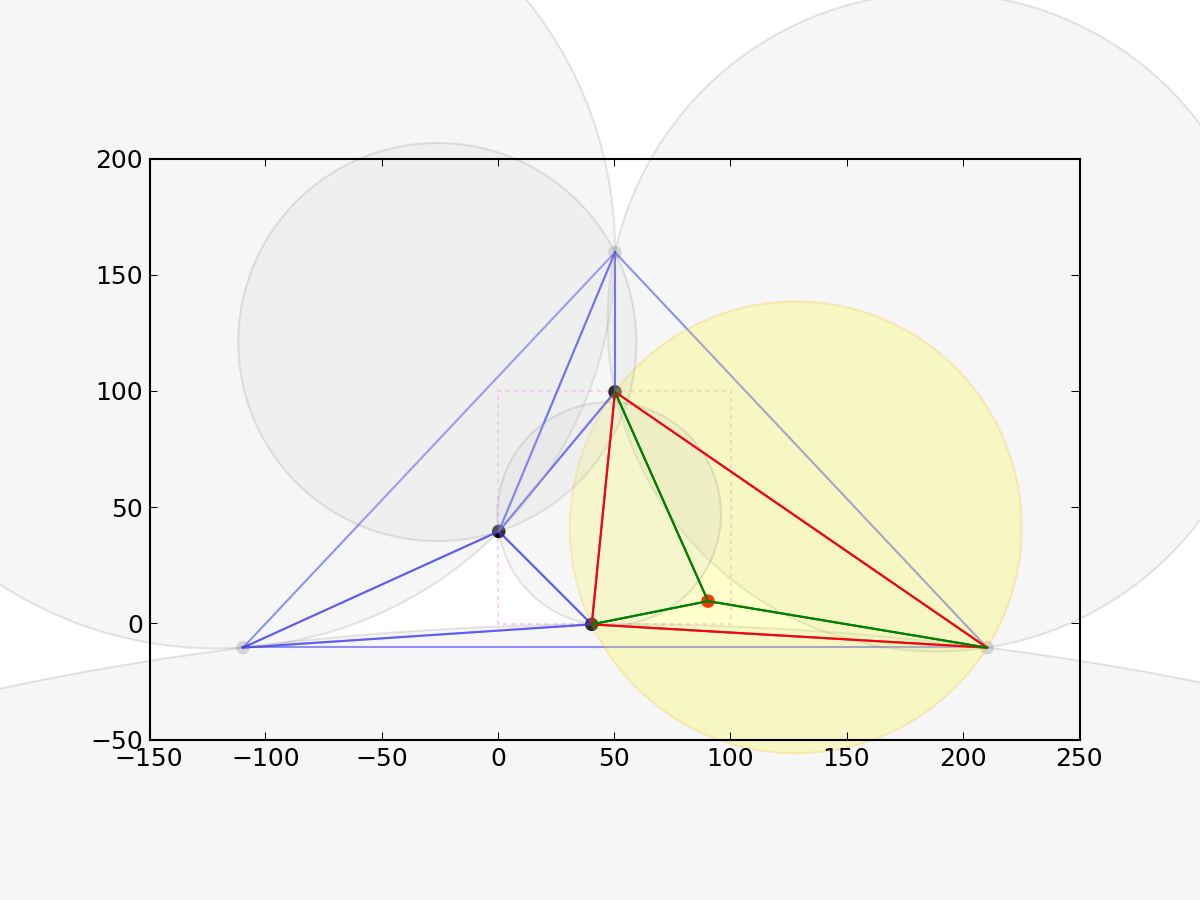
Вставьте четвертую точку
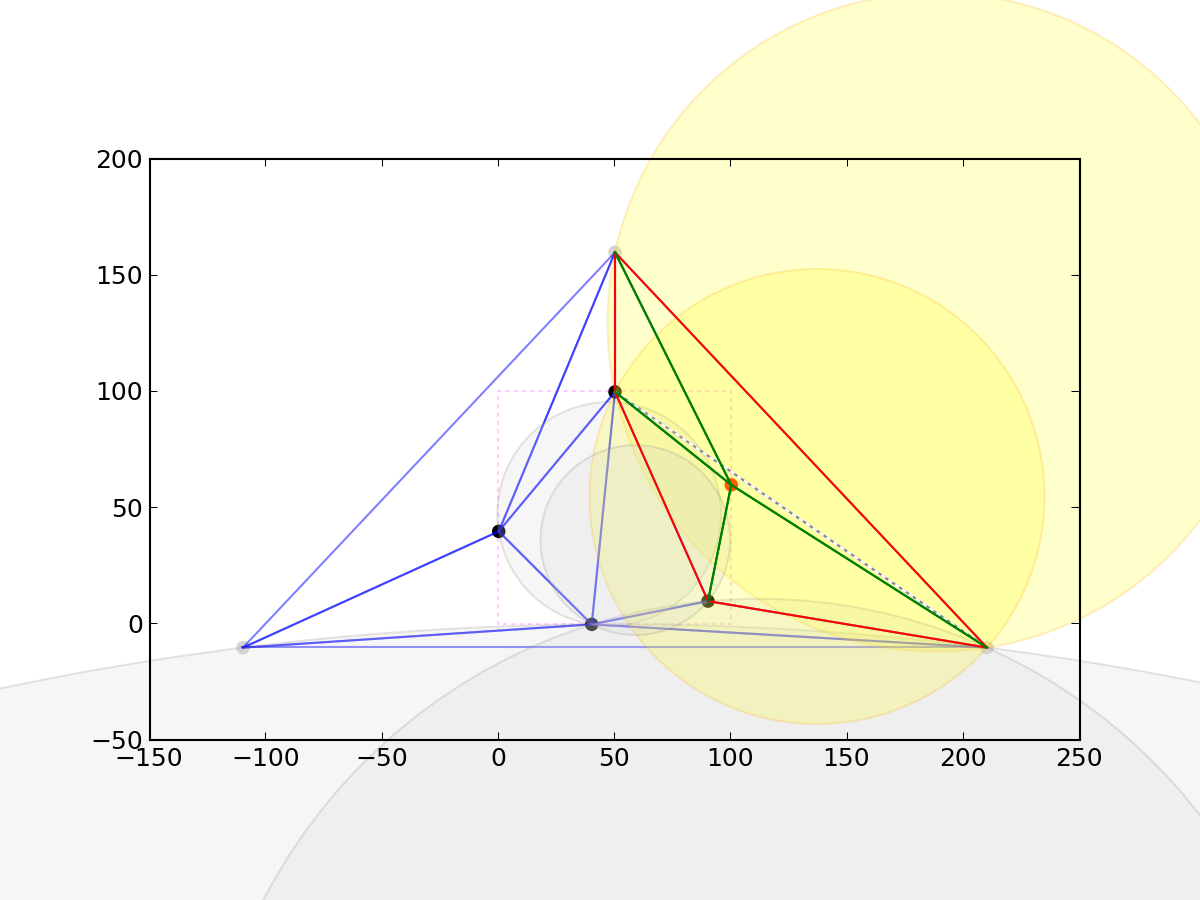
Вставьте пятую, последнюю, точку
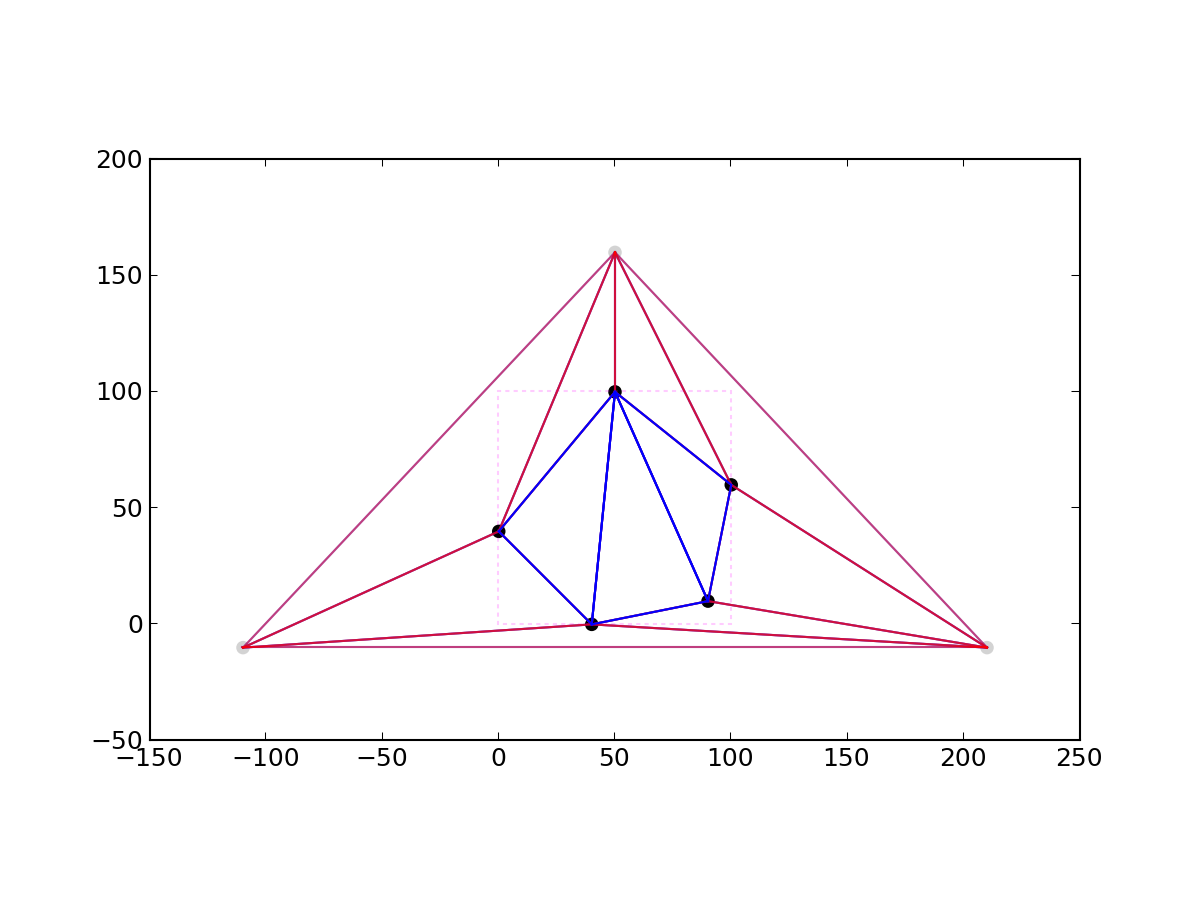
Удалите структуру «супер»-треугольника

## История
Алгоритм известен так же, как алгоритм Бойера или алгоритм Ватсона. Эдриан Боуэр и Дэвид Ватсон разработали его независимо друг от друга в одно и то же время, и каждый из них опубликовал статью об этом в одном номере журнала The Computer Journal (см. ниже).

## Псевдокод
Псевдокод, приведенный ниже, описывает простейшую реализацию алгоритма Боуэра-Ватсона. Повысить эффективность можно несколькими способами. Например, использование связей треугольника для локализации треугольников, которые содержат новую точку в их окружности, без необходимости проверки всех треугольников. Предварительные расчет окружностей позволяет сэкономить время за счет использования дополнительной памяти. А при равномерном распределении точек сортировка их по кривой Гильберта до вставки также может ускорить их размещение.
```
  
function
 
BowyerWatson
 
(
pointList
)

   
// pointList - набор координат триангулируемых точек.

   
triangulation
 
:=
 
empty
 
triangle
 
mesh
 
data
 
structure

   
add
 
super
-
triangle
 
to
 
triangulation
 
// структура "супер"-треугольника должна охватывать все точки триангуляции

   
for
 
each
 
point
 
in
 
pointList
 
do
 
// добавляем к триангуляции по одной все точки.

     
badTriangles
 
:=
 
empty
 
set

     
for
 
each
 
triangle
 
in
 
triangulation
 
do
 
// поиск всех треугольников внутри описанной окружности которых лежит точка.

      
if
 
point
 
is
 
inside
 
circumcircle
 
of
 
triangle

        
add
 
triangle
 
to
 
badTriangles

     
polygon
 
:=
 
empty
 
set

     
for
 
each
 
triangle
 
in
 
badTriangles
 
do
 
// поиск границ мноугольной пустоты.

      
for
 
each
 
edge
 
in
 
triangle
 
do

        
if
 
edge
 
is
 
not
 
shared
 
by
 
any
 
other
 
triangles
 
in
 
badTriangles

         
add
 
edge
 
to
 
polygon

     
for
 
each
 
triangle
 
in
 
badTriangles
 
do
 
// удаление из триангуляции всех треугольников с точками внутри.

      
remove
 
triangle
 
from
 
triangulation

     
for
 
each
 
edge
 
in
 
polygon
 
do
 
// триангуляция мноугольной пустоты.

      
newTri
 
:=
 
form
 
a
 
triangle
 
from
 
edge
 
to
 
point

      
add
 
newTri
 
to
 
triangulation

   
for
 
each
 
triangle
 
in
 
triangulation
 
// удаление треугольников точки которых за пределами "супер"-треугольника.

     
if
 
triangle
 
contains
 
a
 
vertex
 
from
 
original
 
super
-
triangle

      
remove
 
triangle
 
from
 
triangulation

   
return
 
triangulation

```